# Ernst Otto Fick
Ernst Otto Fick (Kirchdorf an der Iller, 5 februari 1898 - Murnau am Staffelsee, 29 april 1945) was een Duitse officier en SS-Brigadeführer en Generalmajor in de Waffen-SS tijdens de Tweede Wereldoorlog. Hij doceerde voor de gehele SS en de politie wereldbeschouwelijk onderwijs.

## Leven
Op 5 februari 1898 werd Ernst Otto Fick in Kirchdorf an der Iller geboren. Hij was de zoon van de handelaar Gustav Adolf Fick (13 maart 1867 - 21 maart 1950), en zijn vrouw Bertha (geboortenaam Jakob) (28 mei 1871 - 24 februari 1917).

### Eerste Wereldoorlog
Op 19 januari 1915 meldde Fick zich tijdens zijn schoolgang als Kriegsfreiwilliger (oorlogsvrijwilliger). Hij werd bij het 2a/Ersatz Btn/Königlich Bayerisches 1. Feldartillerie-Regiment „Prinzregent Luitpold“ geplaatst. Fick zat vanaf 29 juni 1915 tot 28 juli 1915 bij het Ersatz Abt/Gebirgs Art Abt 2/Abt 4. Op 1 september 1915 werd hij tot Gefreiter (korporaal) bevorderd, waarna hij als kanonnier in de bergtroepen van het 10e Batterij werd ingezet. Op 17 januari 1917 werd Fick tot Unteroffizier bevorderd. Hierna was hij van 4 april 1918 tot 24 mei 1918 naar het Ersatz Abt/Gebirgs Art Abt 2/Abt 4 ingezet. Daarna werd hij op 2 mei 1918 tot Vizewachtmeister (sergeant) bevorderd. Fick volgde een opleiding voor aspirant-officieren. Na deze opleiding werd hij op 31 augustus 1918 tot Leutnant der Reserve (tweede luitenant in de militaire reserve) bevorderd. Hierna werd hij naar het Fliegeratz Abt 1 overgeplaatst. Fick ging naar de Flieger-Beobachterschule 1, maar werd op 28 november 1918 gedemobiliseerd.

### Interbellum
In 1919 na de oorlog, werd hij lid van het vrijkorps von Erpp. Van 1919 tot 1931 leidde Fick de kruidenierswinkel van zijn vader, en was hij tevens beheerder van de bezittingen van zijn ouders. Op 1 april 1929 werd hij lid van de NSDAP. Nadat de kruidenierswinkel van zijn ouders failliet ging, trad hij tot de Schutzstaffel (SS) toe en werd op 1 februari 1930 als SS-Anwärter ingeschaald. Hij werd bij de 6. SS-Standarte geplaatst. Van 28 juli 1930 tot 30 maart 1931 was Fick Gruppenführer der SS-Staffel Spiegelau in de SS-Sturm 86. Op 30 maart 1931 werd hij tot SS-Sturmführer (tweede luitenant) bevorderd. Na zijn bevordering werd hij tot chef van de SS-Sturm 3/I/31 en adjudant van de SS-Sturmbann 1/1 benoemd. Van 26 augustus 1932 tot 2 september 1932 was Fick Hilfsreferent in de 2e afdeling van het SS-Hauptamt, waarna hij als Hilfsreferent naar de Persönlicher Stab Reichsführer-SS overgeplaatst werd. Op 10 januari 1934 werd hij tot SS-Obersturmführer (eerste luitenant) bevorderd. Van 10 januari 1934 tot 16 maart 1934 zat Fick in de SS-Abschnitte VIII. Op 23 april 1934 werd hij tot SS-Sturmhauptführer (kapitein) bevorderd. Tegelijk maakte hij onderdeel uit van het SS Hilfswerk Dachau, deze functie bekleedde hij tot 21 januari 1935. Op 29 april 1934 trad Fick met stenotypiste Gertraud Dapperger (21 maart 1914 - 20 februari 2010) in het huwelijk. Hij werd naar de II./LSSAH overgeplaatst, en  hij werd tegelijkertijd tot leraar van het Unterführer-Unterricht  (vrije vertaling: onderofficiersonderwijs) benoemd. Van 20 maart 1935 tot 12 april 1935 was hij bij de I./SS-Standarte 1 in de stafleiding/RuSHA. Hierna werd Fick tot Stabsführer (stafleider) van het scholingsambt van het RuSHA benoemd. Op 31 mei 1935 werd hij tot SS-Sturmbannführer (majoor) bevorderd, waarna hij op 13 september 1936 tot SS-Obersturmbannführer (luitenant-kolonel) werd bevorderd. Van 8 februari 1937 tot 3 april 1937 was hij als voormalig lid van de Luftstreitkräfte, bij de Flieger-Ersatz-Abteilung 12 van de Luftwaffe geplaatst. Hierna was hij leraar aan de SS-Junkerschule Braunschweig. Hierop volgend gaf hij les in wereldbeschouwelijk onderwijs aan de SS-Junkerschule in Bad Tölz. Hij was een fervente aanhanger van de nazi-ideologie. Van 15 mei 1939 tot 17 juni 1939 werd hij voor een korte periode bij het Flieger-Ausbildungs-Regiment 13 geplaatst. Op 1 september 1939 werd Fick weer in de Luftwaffe opgenomen, en werd nogmaals bij het Flieger-Ausbildungs-Regiment 13 geplaatst.

### Tweede Wereldoorlog
In 1940 werd hij tot Hauptmann der Reserve bevorderd. Van 5 oktober 1940 tot 4 december 1940 was Fick leraar aan de SS-Junkerschule in Bad Tölz. In mei 1941 kreeg hij een frontcommando bij een artillerieregiment van de 5. SS-Panzer-Division Wiking. Dit regiment nam aan Operatie Barbarossa deel. Het is onduidelijk of hij als commandant van de eenheid of als ideologische waarnemer aanwezig was. Een conflict met de commandant van het regiment, SS-Standartenführer, Herbert Otto Gille, leidde tot Ficks daaropvolgende verwijdering van het oostfront en herplaatsing als commandant van de SS Ausbildungslagers Sennheim (ideologisch trainingskamp) in Sennheim in juni 1942. Het kamp lag in het oosten van Frankrijk, in Elzas-Lotharingen en er werden in het kamp voornamelijk buitenlandse rekruten voor de Waffen-SS getraind. Deze functie vervulde hij tot 31 maart 1941. Op 15 oktober 1940 nam hij ontslag uit de Luftwaffe. Op 30 januari 1942 werd hij tot SS-Standartenführer (kolonel) in de Waffen-SS bevorderd. Van 1 januari 1942 tot 1 januari 1944 was hij commandant van het SS Ausbildungslagers Sennheim. Op 30 januari 1943 werd Fick tot SS-Oberführer in de Waffen-SS bevorderd. Hierop volgde zijn benoeming tot Inspekteur für Gesamte Weltanschauliche Erziehung in d. SS u. Polizei   (vrije vertaling: Inspecteur voor het Gehele Wereldbeschouwelijk onderwijs in de SS en de Politie) in het SS-Hauptamt en het Hauptamt Orpo. Aan het einde van de oorlog was Fick nog Amtsgruppenchef (Amtsgruppe C) in het SS-Hauptamt.
Dood
Op 29 april 1945 werd Fick waarschijnlijk door de voorhoede van het Amerikaanse 7e Leger tijdens de bevrijding van het Kriegsgefangenenlager (Oflag VII A) samen met zijn chauffeur doodgeschoten.

## Carrière
Wittmann bekleedde verschillende rangen in zowel de Allgemeine-SS als Waffen-SS. De volgende tabel laat zien dat de bevorderingen niet synchroon liepen.
| Datum                                                | Beiers leger         | Luftwaffe                | Allgemeine-SS          | Waffen-SS                              |
| ---------------------------------------------------- | -------------------- | ------------------------ | ---------------------- | -------------------------------------- |
| 19 januari 1915                                      | Kriegsfreiwilliger   | —                        | —                      | —                                      |
| 1 september 1915 (overtollig)                        | Gefreiter            | —                        | —                      | —                                      |
| 17 januari 1917 (overtollig)                         | Unteroffizier        | —                        | —                      | —                                      |
| 2 mei 1918 (overtollig)                              | Vizewachtmeister     | —                        | —                      | —                                      |
| 31 augustus 1918 (zonder Patent)                     | Leutnant der Reserve | —                        | —                      | —                                      |
| 27 april 1920 (Patent verkregen op 12 augustus 1918) | Leutnant             | —                        | —                      | —                                      |
| 1 februari 1930                                      | —                    | —                        | SS-Anwärter            | —                                      |
| 30 maart 1931                                        | —                    | —                        | SS-Sturmführer         | —                                      |
| 10 januari 1934                                      | —                    | —                        | SS-Obersturmführer     | —                                      |
| 23 april 1934 (met ingang vanaf 20 april 1934)       | —                    | —                        | SS-Sturmhauptführer    | —                                      |
| 31 mei 1935 (met ingang vanaf 8 mei 1935)            | —                    | —                        | SS-Sturmbannführer     | —                                      |
| 13 september 1936                                    | —                    | —                        | SS-Obersturmbannführer | —                                      |
| 1937                                                 | —                    | Oberleutnant der Reserve | —                      | —                                      |
| 1940 - 31 augustus 1943                              | —                    | Hauptmann der Reserve    | —                      | —                                      |
| 30 januari 1942                                      | —                    | —                        | —                      | SS-Standartenführer der Reserve (W-SS) |
| 30 januari 1943                                      | —                    | —                        | —                      | SS-Oberführer der Reserve (W-SS)       |
| 30 januari 1944                                      | —                    | —                        | SS-Brigadeführer       | Generalmajor in de Waffen-SS           |

## Lidmaatschapsnummers
- NSDAP-nr.: 124 087[10] (lid geworden 1 april 1929[3][2])
- SS-nr.: 2 853[10] (lid geworden 1 februari 1930[3][2])

## Onderscheidingen
Selectie:
- IJzeren Kruis 1914, 2e Klasse[13][12] (15 januari 1917[3][9])
- Herhalingsgesp bij IJzeren Kruis 1939, 2e Klasse[13][12] (11 juli 1941[3][2])
- Kruis der Derde Klasse in de Orde van Militaire Verdienste met Kroon en Zwaarden op 12 september 1917[3][9]
- Militaire Orde voor Dapperheid in de Oorlog (Koninkrijk Bulgarije), 4e Klasse op 1 mei 1917[3][9]
- Gewondeninsigne 1918 in zwart[3][9]
- SS-Ehrenring[12][10]
- Ehrendegen des Reichsführers-SS[13]
- Kruis voor Oorlogsverdienste, 1e Klasse[13][12] (20 april 1943[3][2]) en 2e Klasse[12] (5 mei 1941[3][2]) met Zwaarden